# Futuro da Marinha do Brasil
A Marinha do Brasil tem um grande número de projetos ativos e planejados, sob os planos de modernização das Forças Armadas brasileiras, definidas no Livro Branco da Defesa Nacional. A partir de 2010, o Brasil iniciou uma mudança radical na sua política militar, com o objetivo de se consolidar como a maior potência da América Latina. Então, os estrategistas militares do país viram a grande importância na modernização da Marinha, tanto no plano global como na projeção e dissuasão contra possíveis ameaças aos interesses nacionais por potências estrangeiras a partir do ano 2040; o orçamento total estimado para o plano foi estimado em US $ 119 bilhões em 2010.
A análise de cenários desenvolvida em 2005 pelo Pentágono dos Estados Unidos para o ano de 2035, prevê um crescimento permanente da influência do Brasil nas relações internacionais. A intensificação da projeção e sua maior inserção nas decisões globais, conduzem as Forças Armadas a uma nova estrutura compatível com o novo status político-estratégico do país. Em 2023, o orçamento da Marinha caiu de 2,1 para 1,9 bilhões de reais.

## Projetos ativos

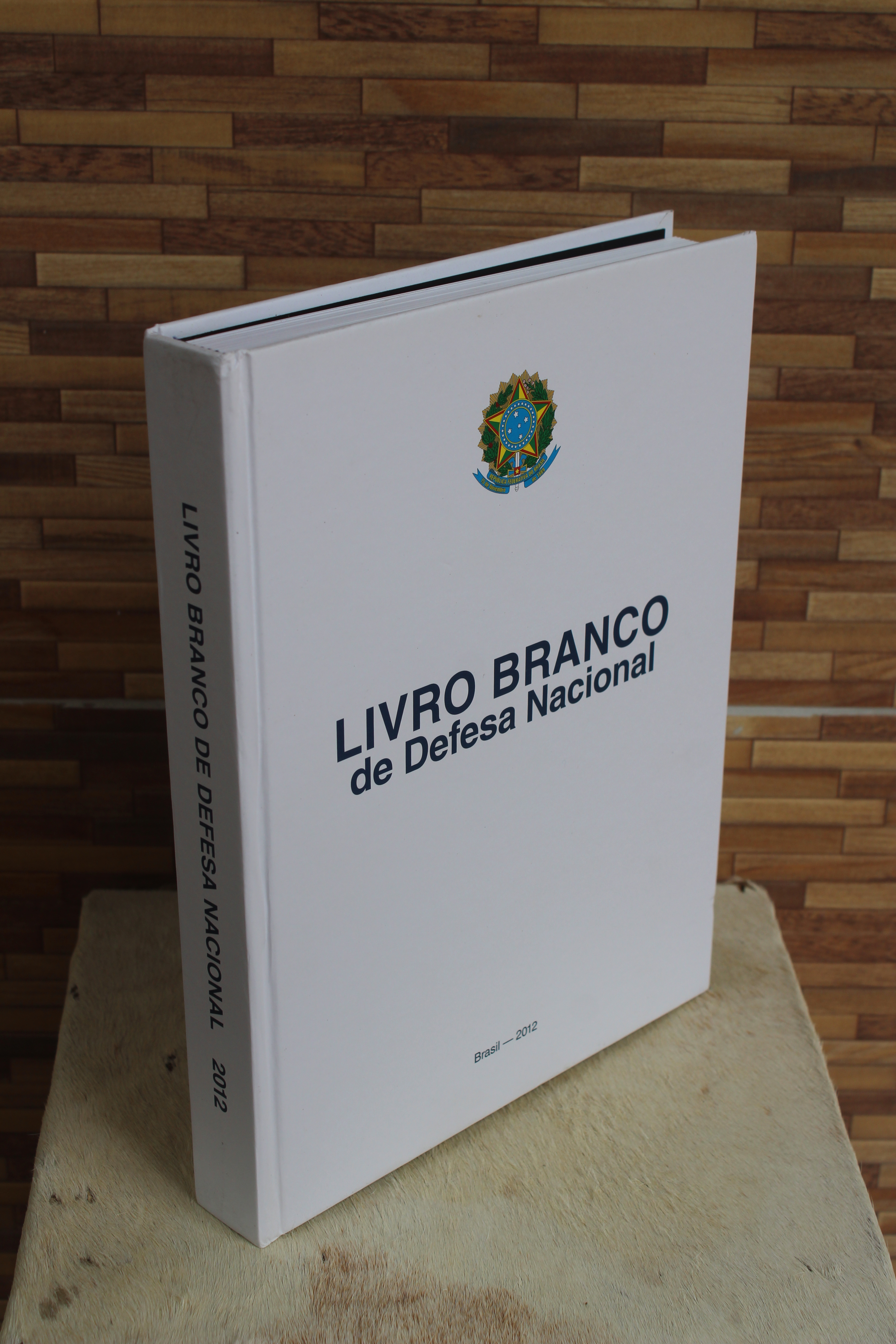
O Livro Branco da Defesa Nacional

### Submarinos nucleares
A partir de 2018 no âmbito do programa Programa de Desenvolvimento de Submarinos (PROSUB), o Brasil iniciou a construção do primeiro submarino nuclear nacional da classe Álvaro Alberto; os custos estimados relacionados ao desenvolvimento e construção ultrapassaram os US $ 7,4 bilhões em 2020. O país planeja seis unidades da classe até 2047.

### Submarinos convencionais

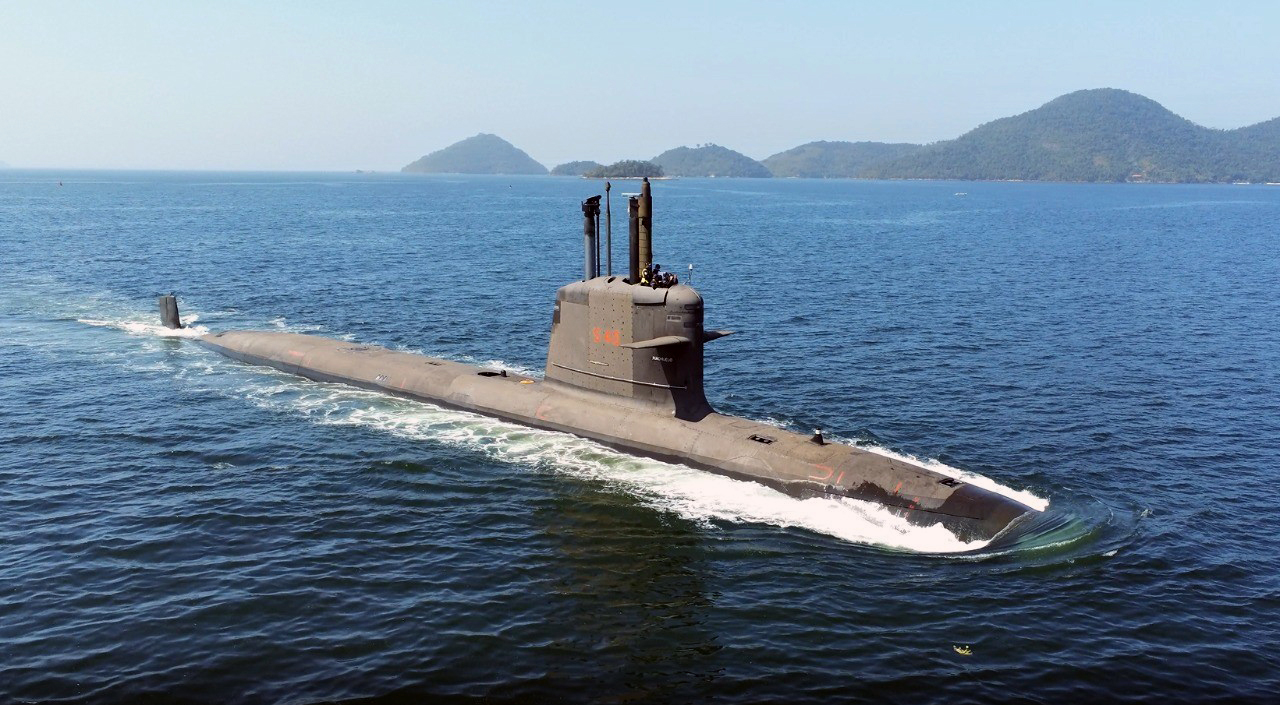
Submarino brasileiro Riachuelo (S-40)

Em 2009, no âmbito do PROSUB, o Brasil assinou acordos de cooperação com a França para o desenvolvimento conjunto e construção de quatro baseados na classe Scorpène, num negócio de US$10 bilhões, com construção dos quatro submarinos no Brasil e transferência total de tecnologia. Em 2024 o país já havia lançado três embarcações, o S Riachuelo (S-40) em 2018 (comissionado em 01 de setembro de 2022), o S Humaitá (S-41) em 2020 (comissionado em 12 de janeiro de 2024) e o S Tonelero (S-42) em 2024. O ultimo S Almirante Karam (S-43), têm o lançamento previsto para 2025.

### Fragatas
No âmbito do programa PROSUPER, o Brasil assinou em 2020 um contrato de €2 bilhões com a alemã ThyssenKrupp Marine Systems, para o desenvolvimento conjunto e construção de quatro fragatas de uso geral da classe Tamandaré. Semelhante aos acordos dos Scorpenes, este contrato define a construção dos quatro barcos no Brasil e também a transferência total de tecnologia da Alemanha. No mesmo ano, foi noticiado que a Marinha do Brasil planeja encomendar mais duas fragatas da classe até 2024-25, estendendo o total para seis barcos. Em 2024, a Marinha do Brasil divulgou infográfico do Programa Fragatas Classe Tamandaré prevendo mais quatro navios além dos quatro iniciais, com os indicativos F204, F205, F206 e F207.

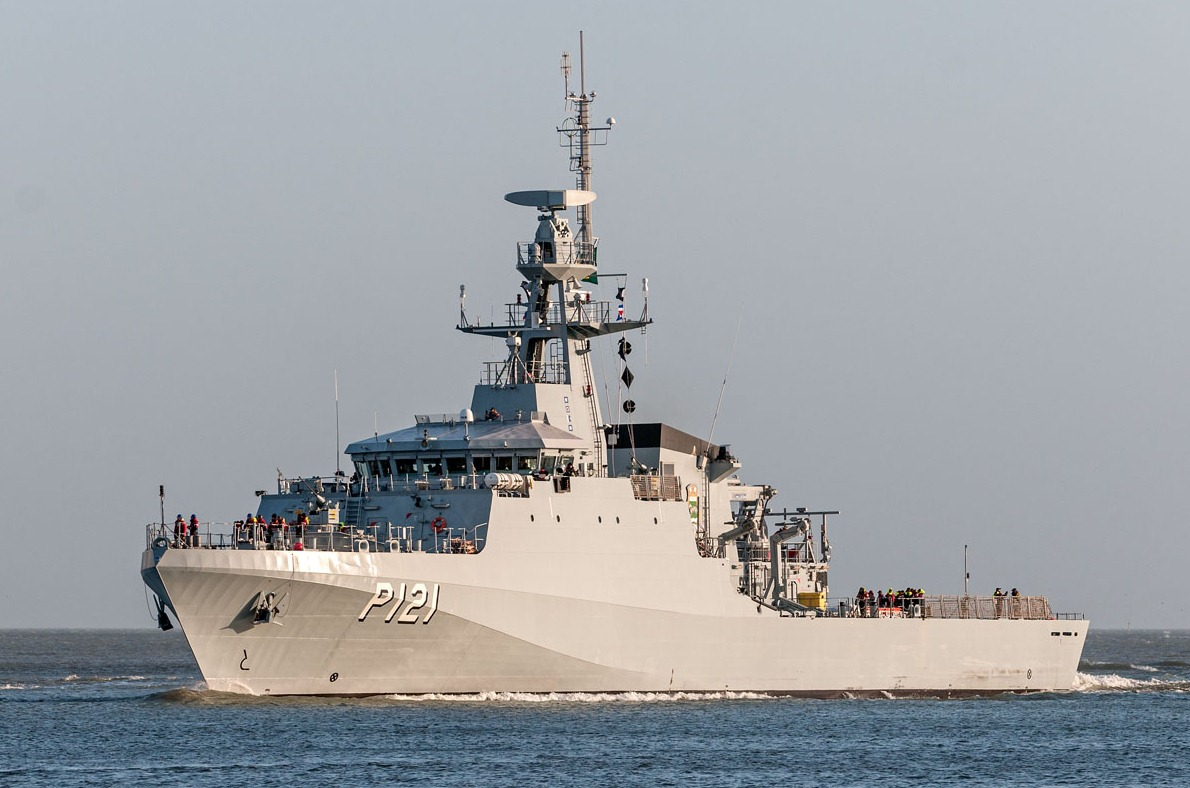
O NPaOc Apa (P-121), segundo navio da classe

### Navios de patrulha oceânica
O Arsenal de Marinha do Rio de Janeiro (AMRJ), está realizando a construção de duas embarcações-patrulha da classe Macaé. Dos barcos designados como Mangaratiba (P-75) e Miramar (P-?) outros três navios foram comissionados em 2009, 2010 e 2022, o Macaé (P-70), Macau (P-71) e NPa Maracanã (P-72). Em 2012, a Marinha Brasil encomendou três embarcações da classe Amazonas de 1800 toneladas por £133,8 milhões.

### Navios polar e hospital
Em 2020, a Marinha lançou um projeto para a construção de um novo navio polar de pesquisa para o Programa Antártico Brasileiro, a fim de substituir o NApOc Ary Rongel (H-44), em operação desde 1994. A construção do Navio Polar faz parte do Programa de Obtenção de Meios Hidroceanográficos e de Apoio Antártico (PROHIDRO), que prevê a obtenção de navios hidroceanográficos a serem empregados na Amazônia Azul e em águas polares para que a MB possa cumprir as suas atribuições referentes às atividades hidrográficas, oceanográficas, meteorológicas, cartográficas e de sinalização náutica. No dia 13 de junho de 2022, o contrato de construção do navio foi assinado no Arsenal de Marinha do Rio de janeiro (AMRJ), com custo aproximado de R$720 milhões. A embarcação será construída no Estaleiro Jurong-Aracruz (EJA), Espírito Santo. O NApAnt  Almirante Saldanha teve sua quilha batida no dia 17 de outubro de 2023, está planejado para estar totalmente operacional no segundo semestre de 2025.  O novo navio-hospital, chamado Anna Nery (U-170), está em construção.

### Helicópteros

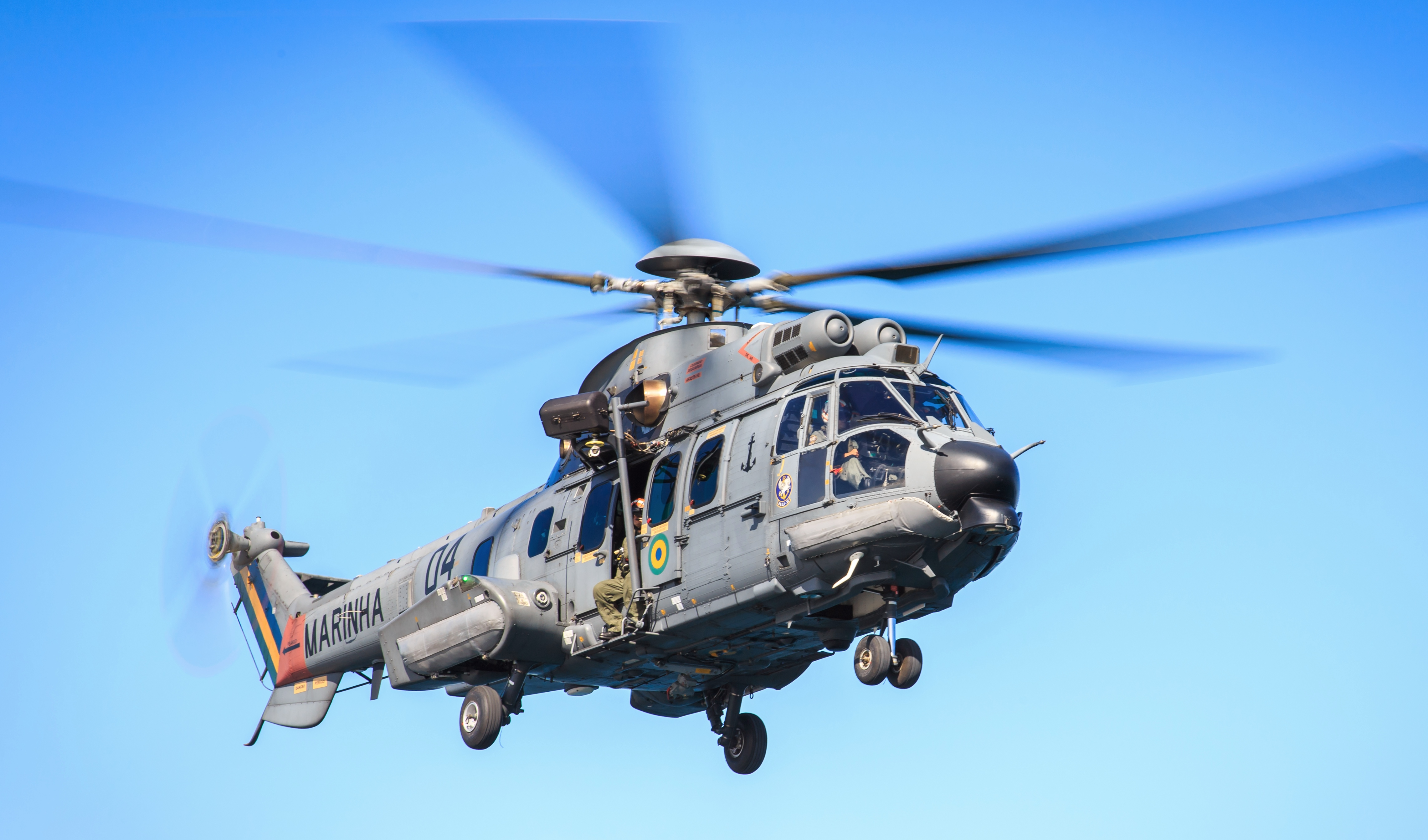
CE 725 em voo

Desde 2008 a Marinha recebe anualmente novos Eurocopter EC 725 da fábrica Helibras, em Itajubá, Minas Gerais, como parte de um pedido inicial de 50 EC 725 para as Forças Armadas Brasileiras; o acordo era estimado em US $ 1 bilhão na época. A partir de 2018, o Brasil também fez negócios para o SH-60 Seahawk, sendo que em 2020 oito unidades já estavam em operação. A Marinha também tem um programa de modernização do Westland Lynx Mk.21, com atualização das oito unidades com novos motores CTS800 e aviônicos; o helicóptero foi redesignado como Super Lynx Mk.21B. A Marinha iria receber 16 Eurocopter EC 725 sendo 8 UH-15, 3 UH-15A e 5 AH-15B. Em maio de 2022 a marinha trocou a última unidade do AH-15B por 15 H125 Esquilo, esses helicópteros serão destinados ao Programa TH-X.

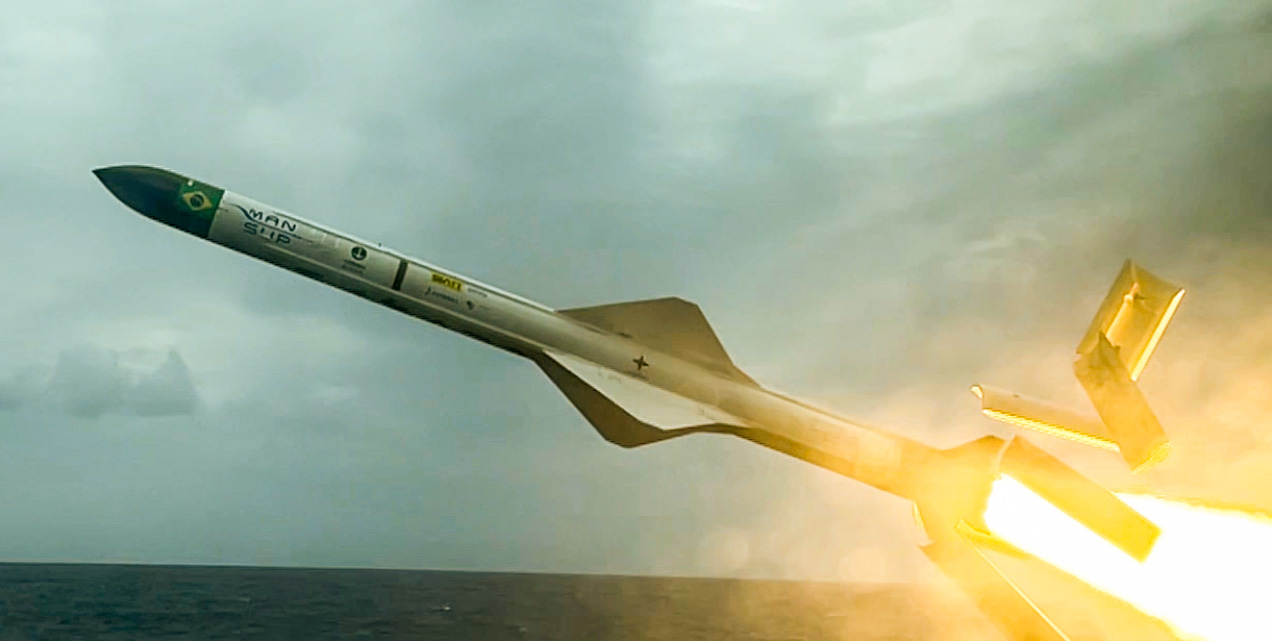
Lançamento do míssil MANSUP pela F Constituição (F-42)

### Armamentos
No início da década de 2010 os estrategistas militares brasileiros viram a necessidade do desenvolvimento de um míssil antinavio e um torpedo pesado para uso nos futuros navios e submarinos da Marinha a partir de 2020, e para garantir a independência tecnológica nesses tipos de armamentos. Em 2011 o Ministério da Defesa lançou os programas MANSUP e TPNer para o desenvolvimento dos primeiros mísseis anti-navio nacionais e torpedos pesados. Em 2024 o MANSUP completou seis testes de disparo, e o TPNer ainda está em desenvolvimento. A Marinha recebeu em 2020 o primeiro lote do torpedo francês F21 Artemis para os submarinos classe Riachuelo  e o Mark 54 para uso nos Seahawks S-70B.

### SisGAAz
O Sistema de Gestão da Amazônia Azul, é um sistema de vigilância desenvolvido pela Marinha com o objetivo de fiscalizar a Amazônia Azul, área rica em recursos que cobre cerca de 4.500.000 km2 (1.700.000 sq mi). Esta área abriga uma enorme diversidade de espécies marinhas, valiosos minerais metálicos e outros recursos minerais, petróleo e a segunda maior reserva de terras raras do mundo. O SisGAAz integra equipamentos e sistemas compostos por radares incorporados em terra e embarcações, além de câmeras de alta resolução e recursos como a fusão de informações recebidas de sistemas colaborativos.

## Projetos planejados

### Porta-aviões
O futuro porta-aviões possivelmente denominado Rio de Janeiro está previsto no programa PAEMB (iniciais para Plano de Articulação e Equipamento da Marinha do Brasil), com o objetivo de ser um porta-aviões totalmente operacional em 2040. O plano foi revisado na última edição do LBDN e aceite pelo Ministério da Defesa, pelo Congresso Nacional e pelo presidente Jair Bolsonaro em 2020. Em 2018 o ex-comandante da Marinha do Brasil, Eduardo Bacellar Leal Ferreira, confirmou os planos de um porta-aviões nacional de 50 mil toneladas, possivelmente utilizando os projetos originais do porta-aviões francês Charles de Gaulle, oferecido ao Brasil em 2012, mas a dúvida residia no sistema de propulsão e os seus custos, estimados em US $ 3,5 bilhões para um porta-aviões convencional com catapultas e US $ 5,25 bilhões para um porta-aviões nuclear, usando uma versão adaptada do reator naval em desenvolvimento para os submarinos da classe Álvaro Alberto.

### Escoltas de maior capacidade
Congelado no final do primeiro mandato de Dilma Rousseff, o PROSUPER planejava a compra de até 5 embarcações a partir de 6000 toneladas. Em 2019, através de uma releitura do PROSUPER, a marinha começou a avaliar a compra de navios que já operavam em marinhas estrangeiras; as fragatas Classe ANZAC, da Real Marinha Australiana, e os contratorpedeiros da classe Murasame, da Marinha do Japão. Houve sondagem também no 1º lote de contratorpedeiros da classe Arleigh Burke, da Marinha dos Estados unidos, e nas fragatas da classe Halifax, da Marinha Real Canadense. A compra de navios usados tinha como orçamento estimado US$1 bilhão. Em 2020, a Thyssenkrupp Marine Systems apresentou à Marinha o seu mais moderno contratorpedeiro de defesa aérea MEKO A-400 de 7200 toneladas, uma versão atualizada das fragatas alemãs da classe F-125. As semelhanças das fragatas da classe F-125 com a fragata da classe Tamandaré causaram uma boa impressão no Almirantado.

### Caças
A Marinha do Brasil planeja até 48 caças navais para uso no novo porta-aviões. A Marinha demonstra interesse na versão naval do Saab JAS-39 Gripen, já em operação na Força Aérea Brasileira.

### Sistema de defesa aérea de médio alcance
O Ministério da Defesa iniciará na década de 2020 a aquisição de um sistema de defesa aérea de médio alcance. Em dezembro de 2020, o ministério aprovou os pré-requisitos. O sistema será operado pelos três ramos das Forças Armadas Brasileiras, a fim de reduzir custos operacionais e facilitar a integração entre todos os sistemas já em operação nas forças. Esta defesa aérea terá que cumprir os seguintes requisitos operacionais: deve ser capaz de engajar efetivamente ameaças aeroespaciais simultaneamente num alcance mínimo de engajamento horizontal não superior a 2000 metros, alcance máximo de engajamento horizontal não inferior a 40 mil metros, alcance mínimo de engate vertical não superior a 50 metros, e alcance máximo de engajamento vertical não inferior a 15 mil metros. O sistema deverá ainda ser capaz de atacar aeronaves de asa fixa, helicópteros, UAVs, mísseis de cruzeiro e bombas guiadas.

## Cortes
Devido a reduções em investimentos, à natural degradação e obsolescência dos meios e envelhecimento do efetivo e a crise financeira que se instala na Força, o alto comando da Marinha prevê a desativação de 40% de seu efetivo. 43 embarcações estão no fim de sua vida útil e devem ser desativadas até 2028, pois, segundo estimativas do órgão, seriam necessários duzentos milhões a 3,5 bilhões de reais para a manutenção destes meios. Também é estudado pelo alto comando a redução do efetivo militar e a contratação de substitutos temporários, além da realização de concursos para vagas civis a fim de cortar gastos e priorizar o desenvolvimento e entrega de doze embarcações nesse mesmo período.